# Station Königslutter
Station Königslutter (Bahnhof Königslutter) is een spoorwegstation in de Duitse plaats Königslutter am Elm, in de deelstaat Nedersaksen. Het station ligt de spoorlijn Braunschweig - Helmstedt.

## Indeling
Het station beschikt over één zijperron en één eilandperron (drie perronsporen in totaal), die niet zijn overkapt maar voorzien van abri's. De perrons zijn onderling verbonden via een voetgangerstunnel (voorzien van liften), die ook de straten Bahnhofstraße en Riesenberger Weg. Aan beide zijde van het station bevinden zich parkeerterreinen en fietsenstallingen. Het centrale busstation (ZOB; Zentrale Omnibusbahnhof) bevindt zich ten zuiden van het spoor. In het voormalige stationsgebouw is tegenwoordig een restaurant in gevestigd.

## Verbindingen
De volgende treinserie doen het station Königslutter aan:
| Serie | Treinsoort                     | Route                                                                                    | Bijzonderheden                                                                    |
| ----- | ------------------------------ | ---------------------------------------------------------------------------------------- | --------------------------------------------------------------------------------- |
| RB 40 | Regionalbahn (DB Regio Südost) | Braunschweig Hbf – Königslutter – Helmstedt – Eilsleben – Magdeburg Hbf – Burg – Genthin | Enkele treinen van/naar Genthin; Helmstedt - Burg 1x per twee uur in het weekend. |